# Code de la santé publique
Pour un article plus général, voir Droit de la santé.
Pour les articles homonymes, voir CSP.
 (janvier 2025).
Si vous disposez d'ouvrages ou d'articles de référence ou si vous connaissez des sites web de qualité traitant du thème abordé ici, merci de compléter l'article en donnant les références utiles à sa vérifiabilité et en les liant à la section « Notes et références ».
Le code de la santé publique (CSP) est un code juridique français qui contient notamment le Code de déontologie médicale que doivent respecter les professionnels de la santé lors de l'administration des soins de santé en France.

## Historique
Le code de la santé publique est créé en 1953 et refondu par ordonnance en 2000 pour la partie législative et par cinq importants décrets pour la partie réglementaire entre 2003 et 2005. Sa publication a entraîné l'abrogation simultanée de plusieurs centaines de textes désormais codifiés. Il est emblématique du renouveau de la codification française depuis la mise en place de la Commission supérieure de codification en 1989.

## Réforme en 2010
Ce « code de grande ampleur » (sa publication récente a occupé 804 pages au Journal Officiel et il compte plus de 10 000 articles) détermine matériellement le champ du droit de la santé publique.
Il comporte en six parties, elles-mêmes divisées en livres, titres, chapitres et articles :
- le droit des personnes en matière de santé (droit des malades hospitalisés ou non, droit bioéthique - le livre II bis introduit par la loi Huriet de 1988 -, environnement et santé) ;
- le droit particulier propre à certaines populations (mère - interruption volontaire de grossesse et aide médicale à la procréation - et enfant);
- le droit particulier propre à certaines maladies (maladies mentales, sida) et dépendances (tabagisme, alcoolisme, toxicomanie) ;
- le droit des professions de santé (professions médicales, professions de la pharmacie et de la physique médicale, auxiliaires médicaux) ;
- le droit des produits de santé (médicaments, produits apparentés dont cosmétiques et dispositifs médicaux) ;
- le droit des établissements et services de santé (droit hospitalier, laboratoires d'analyses de biologie médicale, transports sanitaires).

Chacune des parties se termine par un livre consacré au droit applicable aux collectivités d'outre-mer soumises au principe de la spécialité législative avec les adaptations correspondantes.
Sans cesse modifiée en raison de l'évolution des idées, des techniques et du droit de l'Union européenne, la partie législative a été enrichie par 84 lois (dont la loi du 4 mars 2002 relative aux droits des malades et à la qualité du système de santé) et ordonnances en 72 mois depuis juin 2000.

## Accès public
Le code est accessible gratuitement sur Légifrance qui met à disposition une édition constamment mise à jour, indispensable pour vérifier la dernière version d'un article. Une édition papier, permettant une approche plus générale, est aussi publiée périodiquement par les Journaux Officiels.
Plusieurs éditeurs privés proposent des éditions utiles du Code de la santé publique.